# Яценко Олександр (лучник)
Олександр Яценко (нар. 22 листопада 1958) — український лучник. Він брав участь в особистих та командних змаганнях серед чоловіків на літніх Олімпійських іграх 1996 року.